# 长青乡 (齐齐哈尔市)
长青乡是中国黑龙江省齐齐哈尔市富拉尔基区下辖的一个乡，1977年设公社，1984年置长青乡，位于区境中部，滨洲铁路过境。